# 天坊裕彦
天坊 裕彦（てんぼう ひろひこ、1907年（明治40年）1月7日 - 1984年（昭和59年）8月23日）は、日本の鉄道官僚、政治家。日本国有鉄道副総裁、参議院議員（2期）。

## 経歴
京都府で天坊幸彦の長男として生まれる。第三高等学校を経て、1929年（昭和4年）3月、東京帝国大学法学部政治学科を卒業。1928年（昭和3年）10月、高等試験行政科試験に合格。1929年4月、鉄道省に入省して鉄道属に任官し大臣官房に配属された。
以後、松阪駅長、大阪鉄道局庶務課文書掛長、鉄道省事務官、中支那派遣軍特務部附、興亜院事務官、鉄道局参事、鉄道調査部書記官・鉄道調査部第一課長、業務局事業課長、運輸通信省自動車局業務部監理第三課長、華中鉄道参事、運輸省鉄道総局勤務、北海海運局長、運輸省大臣官房長、大阪鉄道局長などを歴任。1941年（昭和16年）の開戦直前にはアメリカ合衆国に赴任しており、同年11月、日米関係が悪化する中で派遣された引き揚げ船の龍田丸で帰国を果たした。戦後の1949年（昭和24年）6月、日本国有鉄道の発足に伴い同理事・大阪鉄道局長に就任。運輸総支配人を経て、1951年（昭和26年）8月、副総裁となり1956年（昭和31年）1月まで在任した。
1956年7月、第4回参議院議員通常選挙に全国区から出馬して当選。第6回通常選挙でも再選され、参議院議員を連続2期務めた。この間、参議院地方行政委員長、同運輸委員長、日本トラック協会会長、阪神高速道路公団理事長などを務めた。
このほか、1956年から1963年までの間と、1970年から1981年までの間、鉄道友の会の第2代・第4代会長を務めた。
1977年（昭和52年）春の叙勲で勲一等瑞宝章受章（勲四等からの昇叙）。
1984年（昭和59年）8月23日死去、87歳。死没日をもって正五位から従三位に叙される。

## 親族
- 父　天坊幸彦 - 郷土史家、大阪府第四中学校（のち大阪府立茨木中学校、現・大阪府立茨木高等学校）教諭[10][11]
- 義父 青木周三（妻の父）[1]
- 次男 天坊昭彦（元出光興産社長）